# Бабово
Ба́бово (болг. Бабово) — село в Русенській області Болгарії. Входить до складу общини Сливо-Поле.

## Населення
За даними перепису населення 2011 року у селі проживали 449 осіб.
Національний склад населення села:
| Національність   | Кількість осіб | Відсоток |
| ---------------- | -------------- | -------- |
| болгари          | 433            | 98,4%    |
| турки            | 6              | 1,4%     |
| цигани           | 0              | 0%       |
| Всього відповіли | 440            |          |

Розподіл населення за віком у 2011 році:
Динаміка населення: